# Notophthiracarus curtatus
Notophthiracarus curtatus är en kvalsterart som beskrevs av Wojciech Niedbała 2004. Notophthiracarus curtatus ingår i släktet Notophthiracarus och familjen Phthiracaridae. Inga underarter finns listade i Catalogue of Life.